# فيفيان جوزيف
فيفيان جوزيف (بالإنجليزية: Vivian Joseph)‏ هي متزلجة فنية أمريكية، ولدت في 7 مارس 1948 في شيكاغو في الولايات المتحدة.

## وصلات خارجية
- فيفيان جوزيف على موقع أوليمبيديا (الإنجليزية)